# I Saw Mommy Kissing Santa Claus
〈I Saw Mommy Kissing Santa Claus→엄마가 산타클로스에게 키스하는 것을 봤어〉(아이 소우 마미 키싱 산타 클로스)는 토미 코너가 작사작곡한 크리스마스 노래이다.
원곡은 1952년 6월 15일에 지미 보이드가 13세일 때에 녹음했다. 빌보드 차트에서 1952년 12월에 1위를 기록했으며, 캐시박스 차트에서는 1953년 처음으로 1위를 기록했다. 이 노래는 색스 피프스 애비뉴 백화점에서 수십년간 크리스마스 카드의 홍보를 위해서 흘러나왔다.
가사는 어린이가, 크리스마스에 엄마가 산타할마버지에게 키스를 하고 있는 것을 목격한 내용이다.
크리스마스에 키스를 한다는 내용에 대해서 보스턴의 카톨릭교회는 보이드의 레코드를 비난했다. 그렇기 때문에 보이드는 대주교구에게 설명하러 갔으며 서로 이야기한 후에 해금됐다.

### 각국의 제목
이 노래는 각국의 언어로 번역됐으며, 전세계에서 불리고 있다.
- 덴마크어: Jeg så julemanden kysse mor 예그 소 율레만덴 퀴세 모르[*]
- 핀란드어: Kun joulupukki suukon sai 쿤 요울루푸키 수콘사이[*]
- 프랑스어: J'ai vu maman embrasser le Père Noël
- 노르웨이어: Jeg så mamma kysse nissen 예그 소 맘마 퀴세 니센[*]
- 스웨덴어: Jag såg mamma kyssa tomten 야그 소그 맘마 퀴사 톰텐[*]
- 스페인어: Hoy vi a Santa Claus besar a mamá 오이 비 아 산타 클라우스 베사르 아 마마[*]
- 아이슬란드어: Ég sá mömmu kyssa jólasvein
- 일본어: ママがサンタにキッスした 마마가산타니키스시타[*]→엄마가 산타에게 키스했어 또는 ママがサンタにキスをした 마마가산타니키스오시타[*]→엄마가 산타에게 키스를 했어